# Janez Langerholz
Janez Langerholz, slovenski rimskokatoliški duhovnik, pisatelj in prevajalec, * 20. december 1880, Virmaše, † 15. marec 1948, Šmihel, Novo mesto.

## Življenje in delo
Osnovno šolo je obiskoval v Škofji Loki, kasneje pa bogoslovje v Ljubljani. Po posvetitvi je kaplanoval v Cerkljah (1906), na Dobu, v Kamniku (do 1916), kot župnik pa je deloval pri Sv. Lenartu (Vrhnika) in drugod. Nazadnje je bil novomeški prošt in je umrl v sosednjem Šmihelu. 
Svoje prispevke je objavljal v revijah (Vrtec, Angelček ...), zbornikih in koledarjih.